# ドン・ジャーディン
ドン・ジャーディン（Donald Delbert Jardine、1940年3月24日 - 2006年12月16日）は、カナダ・ニューブランズウィック州出身のプロレスラー。生年は1935年ともいわれる。
現役選手時代は主に覆面レスラーとして、ザ・スポイラー（The Spoiler）またはスーパー・デストロイヤー（The Super Destroyer）のリングネームで活躍した。
巨体ながらトップロープの上を歩くバランス感覚の持ち主であり、WWEのジ・アンダーテイカーが見せる「オールド・スクール」のオリジネーターとしても知られる。

## 来歴
モンクトンのYMCAにてトレーニングを積み、1955年にデビュー。前身は、サーカスなどに出場するカーニバル・レスラーだったともされていた。地元のニューブランズウィックを拠点とするマリタイムズやトロント地区を主戦場に、1960年代はサニー・クーパー（Sonny Cooper）または "ベビーフェイス" ドン・ジャーディン（"Babyface" Don Jardine）などのリングネームを用いて素顔で活動。1962年にはアメリカ合衆国中西部において、カール・ゴッチやウイルバー・スナイダーと対戦した。
1963年7月、本名のドン・ジャーディン名義で日本プロレスに初来日。サニー・マイヤースと組んで力道山&豊登のアジアタッグ王座に2度挑戦した。1965年9月にはザ・ブッチャー（The Butcher）のリングネームで再来日。10月22日に富山市体育館にて、力道山の死後空位となっていたインターナショナル・ヘビー級王座の争覇戦でジャイアント馬場と60分3本勝負のシングルマッチを行い、1-1のタイスコアの後、時間切れ引き分けに持ち込んでいる。
1967年、フリッツ・フォン・エリックのアドバイスでテキサス州ダラス地区にて覆面レスラーのザ・スポイラー（The Spoiler）に変身。以降、1980年代後半までダラスのNWAビッグタイム・レスリングおよびWCCWを本拠地とした（1984年にWCCWでデビューしたジ・アンダーテイカーことマーク・キャラウェイはジャーディンのコーチを受けており、ロープ歩き「オールド・スクール」を直々に伝授された。なお、キャラウェイも若手時代は覆面レスラーのザ・パニッシャーとしてWCCWのリングに上がっていた）。
ダラスでは1968年、フリッツ・フォン・エリックとNWAアメリカン・ヘビー級王座を巡って抗争を展開。ビリー・レッド・ライオンやダン・ミラーともNWAテキサス・ヘビー級王座を争った。1969年はオーストラリアに遠征し、4月4日にシドニーにてスパイロス・アリオンを破り、豪州版のIWA世界ヘビー級王座を獲得。同年7月には日本プロレスに素顔のザ・ブッチャーとして来日、8月10日に田園コロシアムにて馬場のインターナショナル・ヘビー級王座に挑戦した。
北米ではその後も覆面レスラーのザ・スポイラーで活動し、オクラホマのNWAトライステート地区では1970年3月20日にダニー・ホッジから北米ヘビー級王座を奪取。同地区では、スポイラー2号に変身したバディ・ウォルフと覆面タッグチームの「ザ・スポイラーズ」を一時的に結成しており、1971年5月2日にグリズリー・スミス&ルーク・ブラウンのザ・ケンタッキアンズを破ってUSタッグ王座を獲得している。同年8月には、日本プロレスにもザ・スポイラーとして初参戦した。
1972年下期、キャプテン・ルー・アルバーノをマネージャーに迎えてWWWFに登場。7月29日にニューヨークのマディソン・スクエア・ガーデンでペドロ・モラレスのWWWFヘビー級王座に挑戦したが、当時のMSGはニューヨーク州アスレチック・コミッションの条例で覆面レスラーの出場が禁止されており、素顔で試合を行った。なお、同年12月18日にミル・マスカラスが覆面レスラーとして史上初のMSG登場を果たした際、ジャーディンはその対戦相手を務めている（ジャーディン本人はこの時も素顔だった）。翌1973年1月、末期の日本プロレスに通算5回目の参戦。シリーズ最終戦の1月30日に大阪府立体育館にて、レッド・デビルとの大型覆面コンビで大木金太郎&坂口征二のインターナショナル・タッグ王座に挑戦した。
1973年下期より、スーパー・デストロイヤー（The Super Destroyer）のリングネームでノースカロライナのNWAミッドアトランティック地区に参戦。以降もスーパー・デストロイヤーとスポイラーのリングネームを使い分け、トップクラスのヒールとして南部のNWA傘下団体を中心に全米の主要テリトリーを転戦。アンドレ・ザ・ジャイアントやワフー・マクダニエルなどベビーフェイスのトップスターと各地で対戦し、ジャック・ブリスコ、テリー・ファンク、ハーリー・レイスら歴代王者のNWA世界ヘビー級王座にも再三挑戦した。ジム・バーネット主宰のジョージア・チャンピオンシップ・レスリングでは、ミスター・レスリング2号と覆面レスラー同士の抗争を繰り広げている。
1976年8月、スーパー・デストロイヤー名義で全日本プロレスに来日。8月28日に日大講堂にて、ザ・デストロイヤーの「覆面十番勝負」最終戦の相手を務めた。この試合は日本で初めて行われた覆面剥ぎマッチでもあり、敗れたジャーディンは覆面を剥がされ素顔を晒したが、翌年の第5回チャンピオン・カーニバル（1977年大会）には再び覆面を被って参加している。1977年はAWAでもスーパー・デストロイヤー名義で活動し、クラッシャー・リソワスキーやビル・ロビンソンと抗争。アンジェロ・モスカと組んでグレッグ・ガニア&ジム・ブランゼルのハイ・フライヤーズが保持していたAWA世界タッグ王座にも再三挑戦した。
同時期、ジャーディンと同サイズの大型マスクマンとしてマスクド・スーパースターが台頭していた。スーパースターは後年のインタビューで自分が覆面レスラーになった経緯を、1976年にジャーディンのスーパー・デストロイヤーがNWAミッドアトランティック地区を離れた際、彼に代わるマスクマンのヒールが必要となったため、同地区のブッカーのジョージ・スコットに要請されたことがきっかけだったとコメントしている。また、AWAではジャーディンの後任として、1978年よりボビー・スローターがスーパー・デストロイヤー・マークIIを名乗って活動している。
AWA離脱後の1978年はエディ・グラハムが運営していたNWAフロリダ地区にて、ボビー・ダンカンをスポイラー2号に変身させて覆面タッグチームのザ・スポイラーズを再編、6月27日にジャック&ジェリー・ブリスコの兄弟チームからフロリダ・タッグ王座を奪取している。フロリダではキラー・カール・コックスやイワン・コロフとも共闘し、ダスティ・ローデスと抗争を展開した。1980年2月にはスーパー・デストロイヤーとして、当時フロリダ地区と提携していた新日本プロレスに初登場。3月10日の福島県保原町大会にてアントニオ猪木とシングルマッチで対戦、4月3日には蔵前国技館にてアイアン・シークと組み、坂口&長州力の北米タッグ王座に挑戦した。
以降はスコット・アーウィンが南部地区でスーパー・デストロイヤーを名乗るようになったこともあり、リングネームをザ・スポイラーに定着させた（両者は1980年下期にフロリダにて、ジャーディンがスポイラー、アーウィンがスーパー・デストロイヤーとしてタッグを組んだこともある）。アメリカでは一貫してヒールのポジションだったが、1982年頃に本拠地ダラスのWCCWで一時的にベビーフェイスに転向し、ザ・グレート・カブキ、バグジー・マグロー、ワイルド・ビル・アーウィン、キングコング・バンディなどと抗争。ケビン・フォン・エリックやケリー・フォン・エリックともタッグを組み、リック・フレアーのNWA世界ヘビー級王座にも挑戦した。
1984年上期はジョージアを主戦場に、ポール・エラリング率いる悪の軍団「リージョン・オブ・ドゥーム」に加入、大ブレイク前のロード・ウォリアーズやジェイク・ロバーツ、テッド・デビアスらと共闘した。同年下期からはビンス・マクマホン・ジュニア政権下で新体制となったWWFに登場。1972年のWWWF参戦時は素顔だったが、この時は覆面レスラーのザ・スポイラーとしてMSG出場を果たしている。1985年10月21日のMSG定期戦では、ミッシング・リンクの代打でポール・オーンドーフとの5万ドルの賞金マッチが組まれた。
1980年代後半は古巣のWCCWやフロリダに単発出場し、1990年代前半にはフロリダでプロモート業も行っていたが1994年にプロレス界から引退。引退後はカナダのアルバータ州で洗車場を経営する一方、粘土彫刻家としても活動していた。2006年12月16日、白血病のため死去。66歳没。

## 得意技
- ブレーン・クロー
- ダイビング・ニー・ドロップ
- ダイビング・エルボー・バット

右掌に付けた黒い革手袋によるクロー攻撃の他、トップロープからのエルボーやニー攻撃を得意としていた。ロープワークの巧みな選手として知られ、"元祖"オールド・スクールはジャーディンだからこそのムーブともいえる。また、覆面レスラーとしてのキャラクターを活かすため、感情を表に現さない徹底してクールな試合ぶりも特徴的であり、こうしたスタイルも弟子のマーク・キャラウェイに受け継がれている。

## 獲得タイトル
NWAビッグタイム・レスリング / ワールド・クラス・チャンピオンシップ・レスリング
- NWAアメリカン・ヘビー級王座：4回[11]
- NWAアメリカン・タッグ王座：6回（w / ゲーリー・ハート×3、スマッシャー・スローン、マーク・ルーイン×2）[37]
- NWAテキサス・ヘビー級王座：2回[12]
- NWAテキサス・タッグ王座：1回（w / マーク・ルーイン）[38]
- NWAテキサス・ブラスナックル王座：1回[39]
- WCCW TV王座：3回[40]

NWAトライステート
- NWA北米ヘビー級王座（トライステート版）：2回[15]
- NWA USタッグ王座（トライステート版）：2回（w / ザ・スポイラー2号、ダスティ・ローデス）[16]

NWAオールスター・レスリング
- NWA世界タッグ王座（バンクーバー版）：2回（w / ダッチ・サベージ）[41]
- NWAカナディアン・タッグ王座（バンクーバー版）：1回（w / ダッチ・サベージ）[42]

セントラル・ステーツ・レスリング
- NWAセントラル・ステーツ・ヘビー級王座：1回[43]

チャンピオンシップ・レスリング・フロム・フロリダ
- NWA南部ヘビー級王座（フロリダ版）：1回[44]
- NWAフロリダ・ヘビー級王座：3回[45]
- NWAフロリダ・タッグ王座：1回（w / ザ・スポイラー2号）[27]

ジョージア・チャンピオンシップ・レスリング
- NWAジョージア・ヘビー級王座：3回[46]
- NWAナショナル・ヘビー級王座：2回[47]

ワールド・チャンピオンシップ・レスリング（オーストラリア）
- IWA世界ヘビー級王座：1回[13]
- IWA世界タッグ王座：3回（w / マリオ・ミラノ、ワルドー・フォン・エリック×2）[48]

オールスター・レスリング
- ネブラスカ・ヘビー級王座：1回[49]